# エクトル・ラボー
エクトル・ラボー（Héctor Lavoe）こと、エクトル・フアン・ペレス・マルティネス（Héctor Juan Pérez Martínez、1946年9月30日 - 1993年6月29日）は、プエルトリコ人のサルサ歌手としてニューヨークを中心に活躍した。
人々は彼のことを、「La Voz（声）」、そして「El Cantante 歌手」と呼んだ。

## バイオグラフィ
1946年9月30日にプエルトリコのポンセという町に、エクトル・フアン・ペレス・マルティネス（Héctor Juan Pérez Martínez）として生まれ、プエルトリコ音楽学校に通った。17歳のときに、ニューヨーク市に移りKako All-Starsなどのバンドで活動した。このころ他のラテン系の歌手と区別するために、彼はフェリペ・ロドリゲスのあだ名「La Voz（声）」を採用し、芸名をラボー（Lavoe）に変えた。
1967年には、トロンボーン演奏者のウィリー・コロンとバンドを組んだ。その後は、数々のヒット曲を生み、サルサがラテン界の台風の目となった1970年代前半には「歌手の中の歌手」として押しも押されもせぬ存在となった。そして、ファニア・オールスターズのボーカリストの一員となった。
しかし、活躍とともに精神的な負担が増え、彼は麻薬に依存していく。健康は悪化し、コンサート活動にも支障をきたすようになると、バンドの専属ボーカリストとして契約をうち切られてしまう。
その後は、リハビリに励みつつウィリー・コロンのプロデュースで音楽活動を続ける。その後、父親、息子、および義母の死に続き、自身も麻薬の回し打ちが原因となりHIVと診断される。チケットの売れ行き低調を理由にプロモーターからコンサートをキャンセルされた翌日の1988年6月26日にホテルのバルコニーから飛び降り自殺を図ったが、一命を取り留めた。その後、エイズを発症し、ほとんど活動ができなくなった。
その後は体調が衰え行く中でアルバムを1枚作成したが、1993年6月29日にエイズの合併症により亡くなった。46歳没。

## ディスコグラフィ

### アルバム
- La Voz (1975年)
- 『貴方まかせに』 - De Ti Depende（1976年）
- 『コメディア』 - Comedia（1978年）
- Feliz Navidad（1979年）※with ダニエル・サントス、ヨモ・トロ
- Recordando a Felipe Pirela（1979年）
- El Sabio（1980年）
- Que Sentimiento（1981年）
- Vigilante（1983年）※with ウィリー・コロン
- Revento（1985年）
- Strikes Back（1987年）
- The Master & The Protege with Van Lester（1993年）※ヴァン・レスターとの録音の完全盤
- 『エクトル・ラボー物語〜悲劇のカンタンテ』 - La Historia De Hector Lavoe（1994年）

## フィルモグラフィ

### 映画
- Our Latin Thing（1972年）
- Salsa（1976年）
- The Last Fight（1983年）
- Live In Africa（1986年）

### 伝記映画
- 『エル・カンタンテ』 - El Cantante（2007年、アートポート）※主演：マーク・アンソニー
- The Singer (2008年)